# Bredträsket (Töre socken, Norrbotten)
Bredträsket är en sjö i Kalix kommun i Norrbotten och ingår i Töreälvens huvudavrinningsområde. Sjön har en area på 1,27 kvadratkilometer och ligger 78 meter över havet. Sjön avvattnas av vattendraget Kvarnbäcken.

## Delavrinningsområde
Bredträsket ingår i det delavrinningsområde (735012-180554) som SMHI kallar för Utloppet av Bredträsket. Medelhöjden är 102 meter över havet och ytan är 14,84 kvadratkilometer. Det finns inga avrinningsområden uppströms utan avrinningsområdet är högsta punkten. Kvarnbäcken som avvattnar avrinningsområdet har biflödesordning 2, vilket innebär att vattnet flödar genom totalt 2 vattendrag innan det når havet efter 26 kilometer. Avrinningsområdet består mestadels av skog (78 procent). Avrinningsområdet har 1,27 kvadratkilometer vattenytor vilket ger det en sjöprocent på 8,6 procent.